# Nikolaus von Diesbach
Nikolaus Joseph Albert von Diesbach (Berna, 15 de febrero de 1732-Viena, 22 de diciembre de 1798) fue un jesuita suizo.

## Vida
Descendiente de una noble familia calvinista, oficial en el ejército sardo e instructor militar del heredero del trono, el futuro rey Víctor Amadeo III (1773-1796), se convirtió al catolicismo en Turín (1754). Al morir su esposa, se hizo jesuita. Aún novicio, estudió humanidades (1760- 1761) en Milán, y filosofía (1761-1763) y teología (1763-1767) en la Universidad Brera de Milán. Pronto se hizo un extraordinario predicador y misionero popular en el Piamonte y la Suiza occidental. Tras la supresión de la Compañía de Jesús (1773), en la abadía cisterciense de Hauterive, junto a Friburgo. Después, ejerció una incansable actividad como misionero popular en Italia septentrional, Suiza y Alemania Meridional. En Turín fundó su primer «Lazo de amistad» entre sacerdotes y seglares, bajo su guía espiritual. Algunos de sus dirigidos, como Giuseppe Sineo della Torre, entraron más tarde en la Compañía de Jesús. Estos «círculos Diesbach» (Obra de la amistad cristiana) surgieron también en Milán, Chambéry, París, Friburgo y Viena para renovar la vida religiosa difundir buenos escritos contra la Ilustración. Redactó una colección de escritos apologéticos y religiosos en francés, que fueron después traducidos al italiano por su discípulo Giandomenico Giulio. En Turín pertenecía a la «Amicizia Cristiana» de Pio Brunone Lanteri (1759-1830), fundador de una congregación de oblatos y cuya causa de beatificación ha sido introducida (1952).
Con frecuencia visitó Viena y, desde 1782, entró en estrecho contacto con miembros de a Casa de Austria. En 1788, envió a sus discípulos Sineo y Pietro Rigoletti (1761-1836) desde Turín a Viena para fundar un «Lazo de amistad». Diesbach los siguió (1790) y entregó al nuevo emperador Leopoldo II (1790-1792) un memorial sobre la decadencia originada por la Ilustración y la Revolución francesa: pedía que apoyara a las fuerzas contrarrevolucionarias y que hiciera lo posible para conseguir la restauración de la Compañía de Jesús.
En Viena, pronto fue el centro del grupo de reformadores, en el que estaba Clemente María Hofbauer, que lo veneraba hondamente. Influyó de forma decisiva y preparo el Centro de Reformadores y Románticos alrededor de Hofbauer, el apóstol de Viena. Fue a Friburgo (1796-1798) para ayudar a los obispos y sacerdotes huidos de Francia y obtener de los cantones católicos un suplicatorio al Papa para la restauración de la Compañía de Jesús. La invasión francesa (marzo 1798) acabó pronto con su actuación. Maltratado y herido, volvió a Viena, donde murió santamente en brazos de Sineo. A su lado sería enterrado (1820) Hofbauer.

## Obras
- Le chrétien catholique inviolablement attaché à sa religion, 3 v. (Turín, 1771).
- Le solitaire chrétien et catholique, 2 v. (Friburgo, 1778).